# ARCO
Atlantic Richfield Company (ARCO) — американская нефтяная компания, работающая в США, Индонезии, Северном и Южно-Китайском море. Владеет более 1300 АЗС в западной части Соединенных Штатов. ARCO была образована в 1966 году в результате слияния базирующейся на Восточном побережье США компании Atlantic Petroleum и калифорнийской Richfield Oil Corporation. Слияние в 1969 году привело к созданию Sinclair Oil Corporation. В 2000 году ARCO стала дочерней компанией британской BP plc через её филиал BP West Coast Products LLC (BPWCP). 13 августа 2012 года было объявлено, что Tesoro приобретёт ARCO и её НПЗ за $2,5 млрд. Однако сделка оказалась под угрозой из-за роста цен на топливо. Многие активисты призвали регулирующие органы США и штата Калифорния блокировать продажу из-за опасений, что это снизит конкуренцию и может привести к повышению цен на топливо на станциях ARCO (станции ARCO составляют более половины всех станций с самыми низкими ценами на топливо в Калифорнии). 3 июня 2013 года ВР продала АРКО и НПЗ Карсон Tesoro за 2,5 млрд долларов. BP продала свои терминалы в Южной Калифорнии (Vinvale, Colton, San Diego, Hathaway и Hynes) Tesoro Logistics LP, включая хранилище Carson. В то же время BP сохранила за собой бренд ARCO, продав Tesoro право использовать бренд ampm только в Южной Калифорнии, Аризоне и Неваде, исключив из лицензии Северную Калифорнию, Орегон и Вашингтон.
ARCO известна своим дешёвым по сравнению с другими национальными брендами бензином, главным образом благодаря принятой ещё в 1980-е годы политике сокращения расходов и поиска альтернативных источников дохода (ampm). Штаб-квартира ARCO располагается в Ла-Пальма, Калифорния.